# Шилук
Шилук или Чоло са нилотски народ, населяващ територията на Южен Судан. Те говорят езика шилук, който спада към езиците луо, които от своя страна са част от нилотското езиково семейство.
Шилук населяват земите разположени северно и западно от град Малакал в Южен Судан, по поречието на река Бели Нил. Племенната им територия не преминава утвърдените граници на провинция Горни Нил. Към 2004 броят на шилук е надхвърлял 600 хиляди души, което ги прави третата най-голяма етническа група в Южен Судан след динка и нуер. Повечето шилук се занимават с животновъдство, но сред тях също така са широко разпространени земеделието и риболовът.
Народът си има собствен водач, който се нарича рет и отговаря на европейските представи за крал. Резиденцията на рета се намира в Пачодо, в близост до град Фашода. Шилукският лидер се счита за пряк наследник на народния герой Нийканг, а неговото здраве е определящо за общото състояние на целия народ.
Мнозинството от шилук са християни, някои продължават да следват местните традиционни вярвания, а съвсем малък брой са приели исляма. Още от времето на колониалната епоха територията на чоло е разделена на зони на влияние според религиозната принадлежност, основното деление е между католици и протестанти. Католическата църква получава правото да разпространява християнството в земите на запад от Нил, а основните ѝ мисионерски постове са разположени в Лул, Детуок, Тонга и Йойнянг. От своя страна американските протестантски мисионери получават право на дейност в земите на изток от Нил, а главният им пост се е намирал в близост до Малакал.
Шилук не вземат участие в Първата гражданска война в Судан, но за сметка на това през 2004 са въвлечени във Втората.
По време на военните действия между 50 и 120 хил. представители на народа шилук са разпределени в други земи под натиска на проправителствените военни части.